# Moriori
I mōriori (talvolta mooriori o moriori) sono gli abitanti nativi delle Isole Chatham (denominate Rēkohu in lingua moriori, e Wharekauri in lingua māori), situate ad est della Nuova Zelanda. Furono vittime di un genocidio da parte dei maori nel XIX secolo.

## Origine
I moriori sono un popolo di origine polinesiana che ha sviluppato una propria cultura e un proprio stile di vita, adatti alle particolari condizioni delle Chatham. In passato gli studiosi erano divisi sulle origini dei moriori. Alcuni, ad esempio, ritenevano che essi fossero giunti nelle Chatham direttamente dalla Polinesia o che, addirittura, fossero un popolo di remote origini melanesiane. Le ricerche più recenti dimostrano invece che i moriori discendono da maori che lasciarono la Nuova Zelanda alla volta delle Chatham attorno al 1500.
Una delle prove principali a sostegno di quest'ultima teoria è data dalla somiglianza che la lingua moriori presenta con il dialetto maori usato dalla gente Ngāi Tahu dell'Isola del Sud. Ciò, dunque, farebbe delle Chatham le ultime isole colonizzate dai popoli polinesiani durante le loro migrazioni nel Pacifico. Incerta resta l'origine del nome "mōriori". Si ritiene che esso non sia altro che un'evoluzione della parola "māori" e, dunque, starebbe semplicemente a significare "persone comuni", o in senso più moderno "nativi", "polinesiani".

## L'adattamento
Le isole Chatham sono più fredde e meno ospitali rispetto alle terre da cui provenivano gli antenati dei moriori. In particolare, il clima rendeva impossibile la coltivazione delle colture note ai polinesiani: i moriori, dunque, dovettero passare ad uno stile di vita basato essenzialmente sulla caccia (foche e uccelli marini) e sulla pesca. Le risorse disponibili, comunque, con tutta probabilità non permettevano la crescita della popolazione oltre le 2 000 unità.
La mancanza di risorse influì persino sulla vita sociale dei moriori. L'assenza di particolari tipi di pietre da scolpire spinse i moriori a realizzare dendroglifi, incisioni rituali sugli alberi, noti come rākau momori.
La precarietà della vita sulle isole Rēkohu portò inoltre a bandire qualsiasi tipo di attività bellica: le dispute venivano risolte attraverso lotte puramente rituali e negoziati. Nelle loro tradizioni, i mōriori attribuivano il divieto di praticare il cannibalismo e l'attività della guerra al loro antenato Nunuku-whenua.
Se, da un lato, la mancanza di preparazione militare permise ai moriori di sopravvivere in condizioni difficili per più di tre secoli, dall'altro li rese del tutto impreparati all'incontro con i māori della Nuova Zelanda.

## Il contatto con gli europei e l'invasione dei Māori Taranaki
William Robert Broughton sbarcò sulle isole il 29 novembre 1791 e rivendicò la sovranità britannica sull'arcipelago, che assunse la denominazione attuale dal nome della barca di Broughton. Negli anni seguenti, le Chatham vennero utilizzate come punto di attracco per pescatori e cacciatori di balene. Le malattie portate dall'uomo bianco, tuttavia, causarono la morte di una parte della popolazione nativa (tra il 10 e il 20%, secondo le stime degli studiosi).
La vera rovina per il popolo mōriori fu però rappresentata non dall'arrivo dell'uomo bianco, ma dall'invasione di alcune tribù māori della Nuova Zelanda. Il 19 novembre del 1835 giunsero sulle isole, armati di fucili e asce e trasportati sulla nave europea Rodney, circa 500 māori originari della regione di Taranaki. Un'altra nave, con a bordo altri 400 māori, approdò il 5 dicembre 1835. I nuovi arrivati compirono un vero e proprio genocidio dei mōriori: alcuni vennero schiavizzati, altri uccisi e altri divorati. Un sopravvissuto ricordò: I māori cominciarono ad ucciderci come pecore... eravamo terrorizzati, fuggimmo verso il bosco, nascondendoci in buche nel terreno e in qualsiasi altro posto che ci permettesse di evitare i nemici. Fu inutile: fummo scoperti e molti furono uccisi, senza distinzione tra uomini, donne e bambini.
Dal canto suo, uno dei guerrieri māori spiegò:
"Prendemmo possesso... secondo i nostri costumi e catturammo tutti. Nessuno scappò".
In seguito all'invasione, ai mōriori fu proibito di sposare o avere figli con altri mōriori. I sopravvissuti furono resi schiavi dei māori sopraggiunti. La gran parte delle donne ebbe figli dai nuovi padroni māori. Una piccola parte di esse finì con l'andare in sposa a māori o a pākehā. Nel 1862 rimanevano ormai solo 101 mōriori su una popolazione originaria di circa 2.000 unità. L'ultimo individuo purosangue, noto con il nome inglese di Tommy Solomon, morì nel 1933.
Sebbene i mōriori siano ora estinti, oggi è possibile trovare in Nuova Zelanda svariate migliaia di individui di parziale discendenza mōriori (nati soprattutto dall'unione degli invasori māori con le donne delle Chatham).
Inoltre molti degli attuali abitanti delle Chatham discendono da alcuni missionari tedeschi giunti sull'arcipelago nel 1843: dal momento che i missionari erano tutti maschi, furono inviate loro, tre anni dopo il loro arrivo, alcune donne mōriori.

## La rinascita della cultura moriori
Fra la fine del XX e l'inizio del XXI secolo, malgrado l'estinzione della popolazione autoctona, si assiste ad un recupero della cultura moriori, sia sulle Chatham che in Nuova Zelanda.
Alcuni dei discendenti si sono in particolare appellati al Tribunale di Waitangi, istituito in Nuova Zelanda per verificare le eventuali infrazioni dell'omonimo Trattato ai danni dei nativi delle isole neozelandesi.

## Il mito dei Moriori in Nuova Zelanda
Nei primi anni del 2000 si diffuse in Nuova Zelanda una credenza errata, secondo cui gli originari abitanti delle Chatham fossero di origine melanesiana e, dunque, di pelle scura e bassa statura.
Paradossalmente, questa convinzione finì col favorire uno stereotipo razzista, secondo cui i maori di pelle chiara avrebbero sterminato una popolazione di pelle scura e di cultura inferiore.
Lo studioso Michael King, con il suo libro Moriori: A People Rediscovered, ha però notevolmente contribuito ad estirpare tali errate convinzioni e a ripristinare la verità su questo popolo.